# Горели (Ярославская область)
Горели — деревня в Погорельском сельском округе Глебовского сельского поселения Рыбинского района Ярославской области.
Деревня находится в 2 км к востоку от автомобильной дороги из центра сельского поселения Глебово на Ларионово и юго-востоку от расположенной вблизи этой дороги деревни Калита. На небольшом расстоянии к северо-востоку от Горели стоит деревня Истомино.
Деревня Горели указана на плане Генерального межевания Рыбинского уезда 1792 года. На плане около неё находится исток Мухинского ручья, который в то время видимо был более протяжённым.
На 1 января 2007 года в деревне числилось 4 постоянных жителя. Почтовое отделение, расположенное в центре сельского округа, селе Погорелка, обслуживает в деревне Горели 18 домов.